# Carl Sassenrath
 (mars 2020).
Carl Sassenrath, né en 1957 en Californie, est un informaticien américain. Il est le créateur du langage de programmation REBOL en 1996, et fut aussi l'architecte du système d'exploitation AmigaOS. En 1997, il fonde Rebol Technologies.

## Biographie
Carl Sassenrath est né en 1957 de Charles et Carolyn Sassenrath en Californie. Son père était un ingénieur chimiste. À la fin des années 1960, sa famille déménage de la baie de San Francisco à Eureka. À l'âge de 13 ans, il commence à travailler pour une station de tv publique, KEET (en). Un an plus tard il devint cameraman pour KVIQ (en), une filiale de KEET.
En 1980 il passe son Bachelor of Science en ingénierie  électrique à l'université de Californie à Davis.
Pendant ses études il s'est intéressé aux systèmes d'exploitation, au calcul parallèle, aux langages de programmation et à la neurophysiologie.
Pendant sa dernière année d'université, Carl Sassenrath rejoint Hewlett-Packard comme membre du groupe de conception du système de fichiers MPE pour le HP 3000. Un an plus tard, il devient membre de l'équipe de développement du noyau du système d'exploitation MPE IV et ensuite du HPE. En 1982, il met sur pied un projet pour développer une interface à base de souris et fenêtres chez HP. Le projet, appelé Probus, fut créé sur un prototype Sun Microsystems prêté par Andy Bechtolsheim alors qu'il était à Stanford. Entre 1981 et 1982, Carl Sassenrath a pris une année pour faire des recherches pour la National Science Foundation à la station Amundsen-Scott en Antarctique.
En 1983, il rejoint Amiga Computer Inc., où il travaille sur le Commodore Amiga et son système multitaches après le rachat d'Amiga Corp par Commodore,. En 1986, il rejoint l'Advanced Technology Group (ATG) d'Apple sur le projet « Aquarius », visant à la conception d'un microprocesseur à quatre cœurs.
En 1996, il lance son propre langage informatique, Rebol (Relative Expression Based Object Language), qu'il considère comme l'évolution ultime de la méthodologie du langage à balises de type XML. En 1998, il fonde la société Rebol technologies.

## Autres apports
Il a apporté le langage Logo à l'Amiga de Commodore, supervisé le développement du CDTV  (un des premiers set-top box avec un cédérom, essentiellement le prédécesseur du DVD) et il a développé le système d'exploitation de l'ED de Viscorp, un des premiers set-top box permettant d'accéder à Internet depuis un téléviseur.[source insuffisante]

## Publications
- Amiga ROM Kernel Reference Manual: Exec; Carl Sassenrath; Commodore; 1986
- Guru's Guide to the Commodore Amiga; Carl Sassenrath; 1989
- The Object Oriented Amiga Exec; Tim Holloway; Byte Magazine; 1991
- REBOL Bots; Web Techniques; 9/1999
- Inside the REBOL Scripting Language; Dr. Dobb's Journal; 6/2000
- REBOL for Dummies; Ralph Roberts; Hungry Minds; 2000
- REBOL Programming; Olivier Auverlot; Éditions Eyrolles; 2001
- Computing Encyclopedia, Vol 5: People; Smart Computing; 2002
- The REBOL IOS Distributed Filesystem; Dr. Dobb's Journal; 9/2002
- The REBOL/Core Users Guide; Carl Sassenrath; 2000-2005
- Rebol - Guide du programmeur ; Olivier Auverlot;2007